# Mogami (Fluss)
Der Mogami (jap. 最上川, -gawa) ist ein Fluss in der Präfektur Yamagata in Japan.

## Geografie
Er ist 224 km lang und hat ein Wassereinzugsgebiet von 7040 km². Sein mittlerer Durchfluss an der Mündung beträgt 437 m³/s.
Er wird zusammen mit dem Fuji und dem Kuma als einer der drei Flüsse mit der schnellsten Strömung in Japan angesehen.
Der Fluss entspringt in der südlichen Präfektur Yamagata und fließt nordwärts, bei Shinjō schwenkt er nach Westen und mündet bei Sakata ins Japanische Meer.
Der Fluss war einst ein wichtiger Transportweg für lokale Produkte wie Färberdistel und Reis in die Region Kansai.

### Verlauf
Der Mogami durchfließt folgende Orte:
- Präfektur Yamagata:
  - Yonezawa
  - Nan’yō
  - Nagai
  - Sagae
  - Tendō
  - Higashine
  - Murayama
  - Obanazawa
  - Shinjō
  - Sakata

## Kulturelle Rezeption
Der berühmte japanische Dichter Matsuo Bashō reiste entlang des Flusses und schrieb ein berühmtes Haiku:
| 五月雨を あつめて早し 最上川 | Samidare o atsumete hayashi Mogamigawa | Der Mogami-Fluss, der den Regen des Mai sammelt und noch schneller wird. |

Mogamigawa ist auch der Name der Hymne der Präfektur Yamagata, die von Kaiser Hirohito geschrieben wurde. Die Kaiserlich Japanische Marine hatte einen Kreuzer mit dem Namen Mogami.